# Allure
Allure é um perfume feminino criado pela marca de Coco Chanel, publicado em 1996.

## História
De acordo com Gabrielle Chanel, "Allure" significa aquilo que vemos no olhar dos outros - difícil de definir, impossível de resistir. É um perfume de múltiplas facetas. Para as elegantes, sofisticadas e dinâmicas.